# 1,2-dioxolan
1,2-dioxolan je organická sloučenina obsahující cyklus tvořený třemi uhlíkovými atomy a dvěma atomy kyslíku na sousedních pozicích.
Jedná se o cyklický organický peroxid, který je izomerní s běžnějším 1,3-dioxolanem, často nazývaným jednoduše dioxolan.

## Příprava
1,2-dioxolany lze připravit několika postupy, například oxidací derivátů cyklopropanu singletovým kyslíkem nebo molekulárním kyslíkem za přítomnosti vhodného katalyzátoru, s využitím autooxidace, nukleofilní substituční reakce s peroxidem vodíku, reakcí s dusičnanem rtuťnatým, fotolýzou rozšířených π systémů, reakcí bis-silylperoxidu s alkenem, nebo pomocí 2-perhydroxy-4-alkenu a diethylaminu či octanem rtuťnatým.

## Výskyt
Některé deriváty 1,2-dioxolanu se vyskytují i v přírodě; například rostlině Calophyllum dispar a semenech mameje americké (Mammea americana). Kyselina plakinová (3,5-peroxy 3Z,5Z,7,11-tetramethyl 13-fenyl-8E,12E-tridekadienová) a podobné sloučeniny byly nalezeny u mořských hub rodu Plakortis. Nardosinon je seskviterpen obsahující 1,2-dioxolanovou skupinu, přítomný v rostlině Adenosma caeruleum.

## Použití
Syntetické i přírodní deriváty 1,2-dioxolanu mají možné využití jako antimalarika. Kyselina plakinová a podobné sloučeniny účinkují jako antimykotika.